# 大和神社
大和神社（おおやまとじんじゃ）は、奈良県天理市新泉町星山にある神社。式内社（名神大社）、二十二社（中七社）。旧社格は官幣大社で、現在は神社本庁の別表神社。

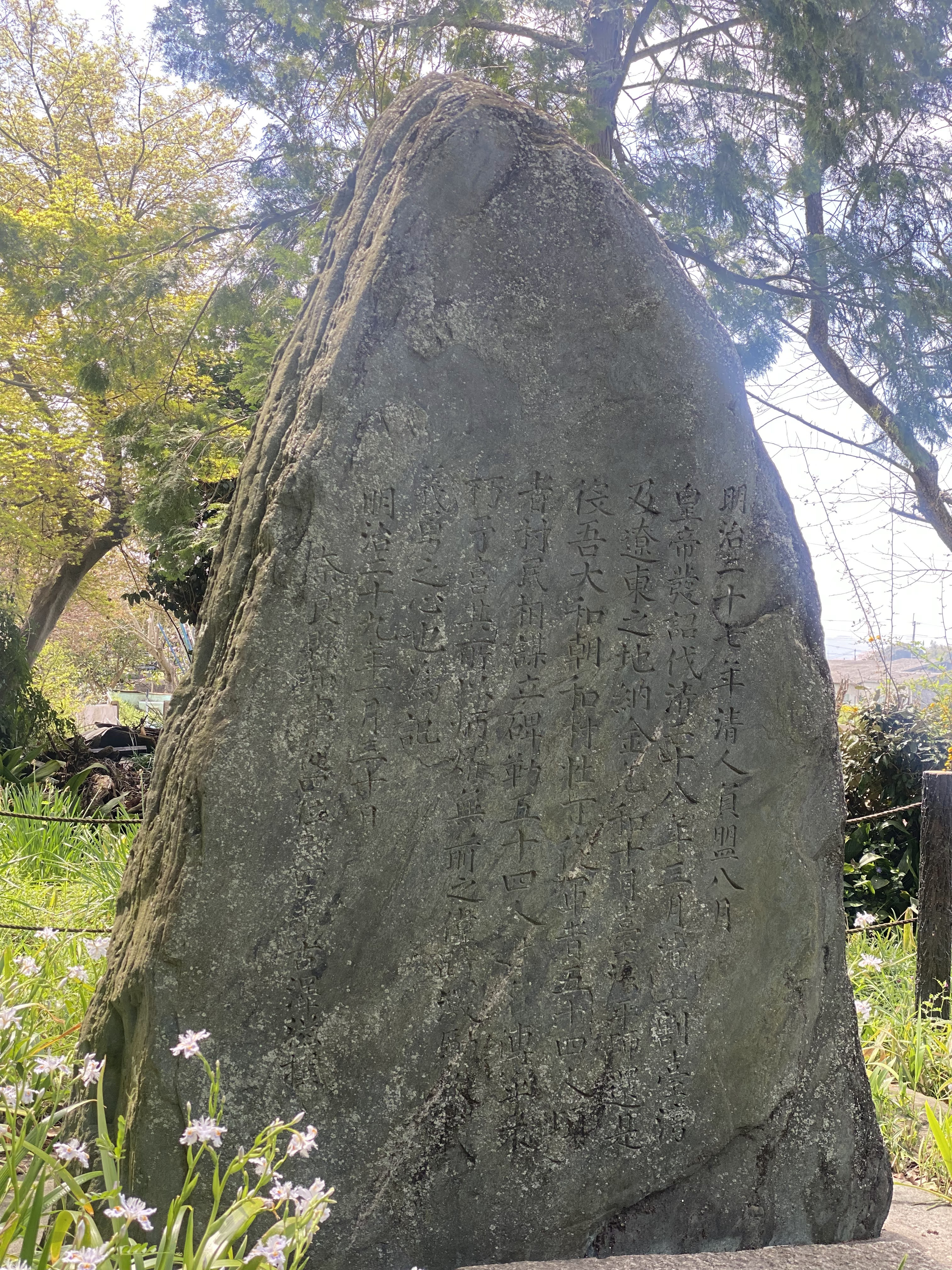
元土佐勤王党員・古沢滋の撰文による
日清戦役戦捷紀念碑

## 祭神
祭神は次の3柱。
- 中殿：日本大国魂大神
- 左殿：八千戈大神
- 右殿：御年大神

日本大国魂大神（倭大国魂神）以外の祭神については文献によって諸説あり、『神社要録』では左殿を須沼比神、『社家説』『元要記』では左殿を三輪大明神（大物主）・右殿を天照大神、『元要記一説』では右殿を稲倉魂神としている。

## 歴史
『日本書紀』によれば、元々倭大国魂神は大地主大神として天照大神とともに孝昭天皇の時代から瑞籬宮の大殿に同殿共床で祀られていたが、世の中が乱れたり謀反を起こそうとする者がでるなどは、両神の勢いの為であると畏れられるようになった。そのため崇神天皇は神威をおそれ、崇神天皇6年に天照大神を皇女豊鋤入姫命に命じて大倭国の笠縫邑に移して祀ることとし、倭大国魂神は皇女渟名城入姫を斎主としてこれも宮中の外で祀らせるようにした。しかし、淳名城入姫は髪が落ち体は痩せて祭祀を続けることができなくなった。崇神天皇7年2月、倭迹迹日百襲姫命が夢で「市磯長尾市をもって、倭大国魂神を祭る主とせば、必ず天下太平ぎなむ」との神託を受け、また同年8月7日にも倭迹迹日百襲姫命・大水口宿禰・伊勢麻績君らが同じ夢を見た。そのため、同年11月に神武天皇の臣・椎根津彦の子孫で大倭直の祖である市磯長尾市（いちしのながおち）を祭主として、新たに神地が定められ当社が創建された。
この伝承からアマテラスを天神とし、ヤマトノオホクニタマを地祇とする性格をはっきりさせたことが読み取れる。垂仁紀にはもっと詳細に出ている。
当初の鎮座地は、現在の鎮座地の東方の山麓大市の長岡崎（現・桜井市穴師および箸中の付近）であるとみられ、後に現在地に遷座したとされるが、遷座の時期ははっきりしない。一説には現在の長岳寺の位置であるという。長岡崎が長岳寺付近の丘陵を指す可能性もある。
朱鳥6年（692年）、持統天皇は藤原京の造営にあたって、伊勢・住吉・紀伊の神とともに当社に奉幣し伺いを立てている。寛平9年（897年）には最高位である正一位の神階が授けられた。『延喜式神名帳』には「大和国山辺郡 大和坐大国魂神社 三座」と記載され、名神大社に列し、月次・相嘗・新嘗の幣帛に預ると記されている。後に十六社に、白河天皇の時代には二十二社の一社ともなった。
平安時代初期までには諸国に神封327戸という天照大神を祀る伊勢神宮に次ぐ広大な社領を得、朝廷の崇敬を受けて隆盛した。しかし、平安京への遷都や藤原氏の隆盛、永久6年（1118年）の火災などにより衰微していき、天正11年（1583年）の火災によって神領の書類をすべて焼失した。こうして中世には社領を全て失ってしまった。
1871年（明治4年）、官幣大社に列せられた。江戸時代に社殿が寺院様のものに作り変えられていたので、官幣大社列格の際に新たに社殿が造営された。
1948年（昭和23年）に神社本庁の別表神社に加列されている。

## 境内
- 本殿三殿
  - 中殿
  - 左殿
  - 右殿
- 中門
- 拝殿
- 高龗（たかおおかみ）神社 - 祭神：龍神
- 朝日神社 - 祭神：朝日豊明姫神
- 事代主神社 - 祭神：事代主神
- 厳島神社 - 祭神：市杵島姫命
- 社務所
- 祖霊社 - 祭神：大国主命、大和郷氏子祖霊、大和神道御霊之社信徒祖霊、伊藤整一命以下3721柱
- 戦艦大和展示室
- 朝和会館
- 増御子神社 - 祭神：猿田彦大神、天鈿女命
- 日清戦役戦捷紀念碑 - 旧土佐勤王党員・古沢滋（奈良県知事）の撰文
- 忠魂碑（朝和地区戦没者260柱の慰霊碑）
- 戦艦大和ゆかりの碑
- 伊藤整一海軍大将お手植の桜
- 好去好来碑（万葉歌碑）- 遣唐使が派遣される時、大和神社の御祭神に交通安全を祈ったことが山上憶良の歌に記されていることに由来する。
- 星塚古墳（全長70mの前方後円墳[1]）

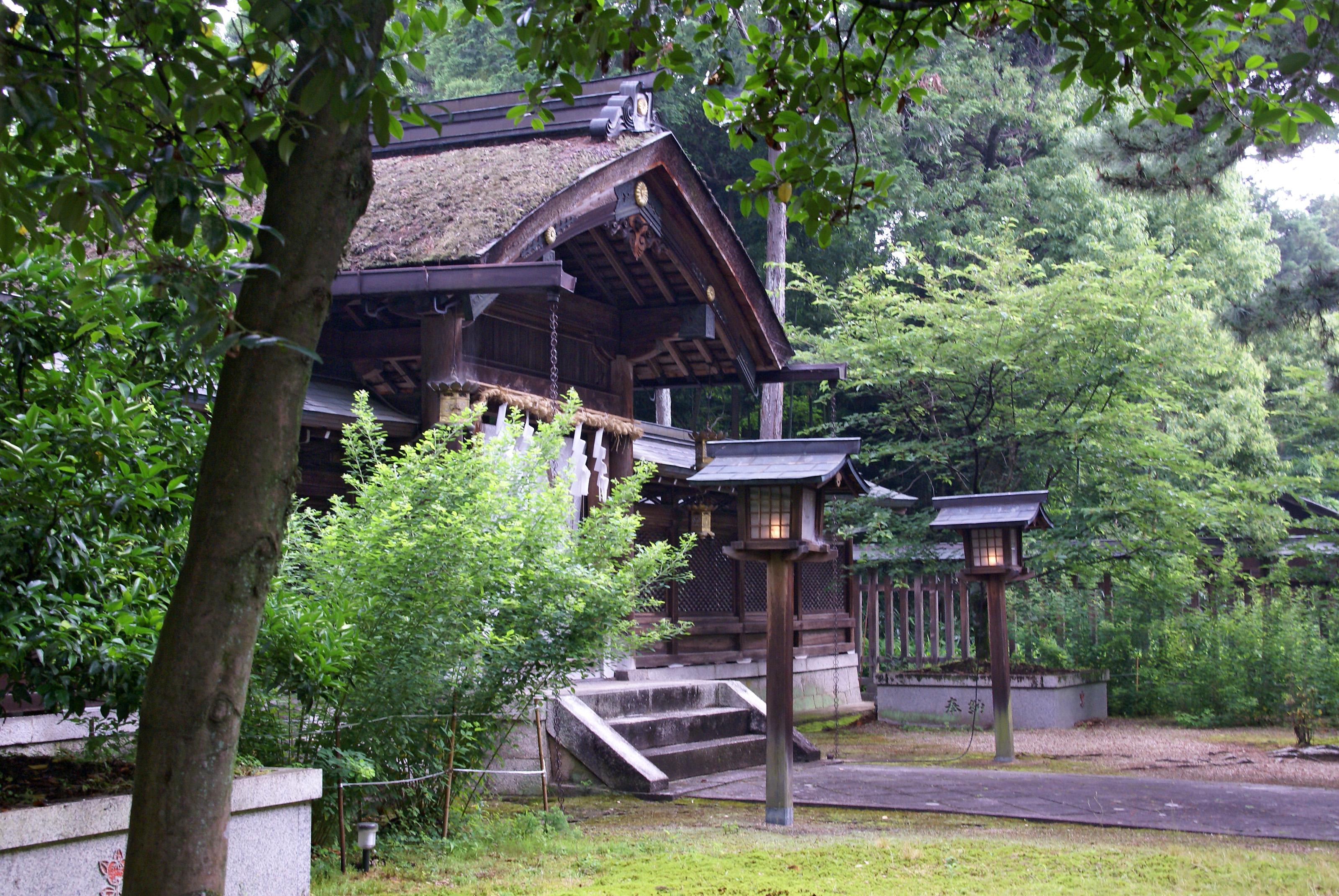
中門
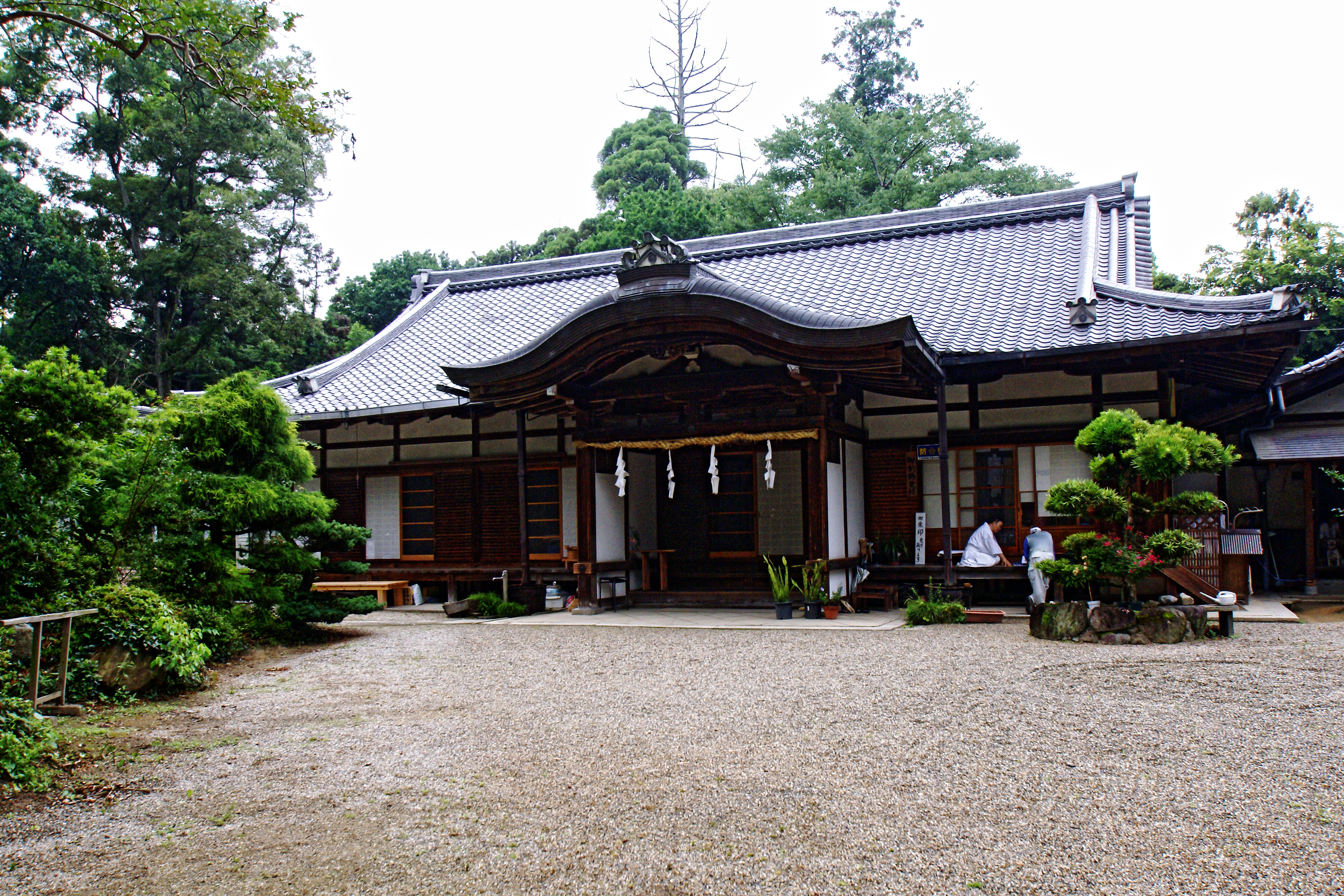
社務所
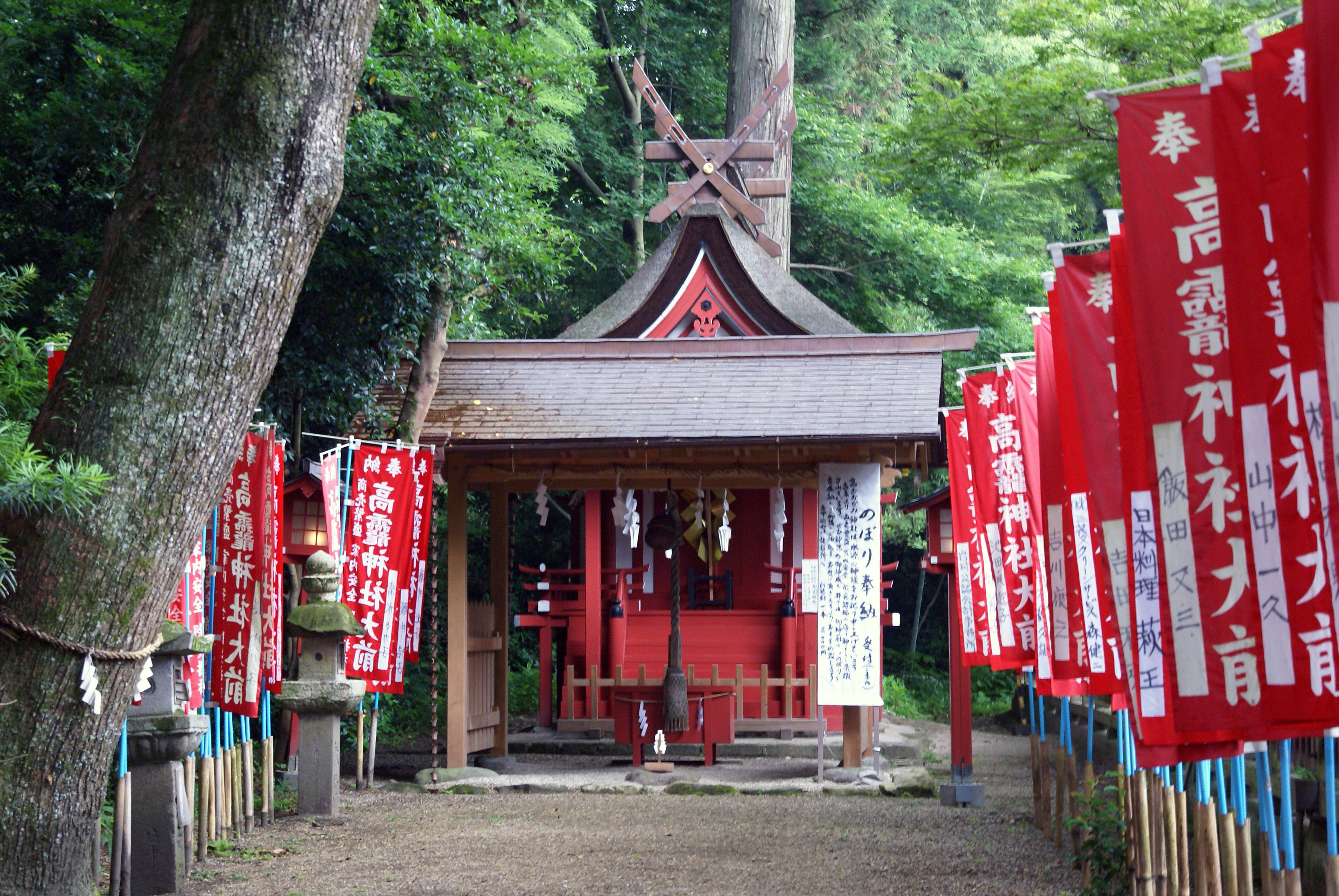
高龗神社（摂社）
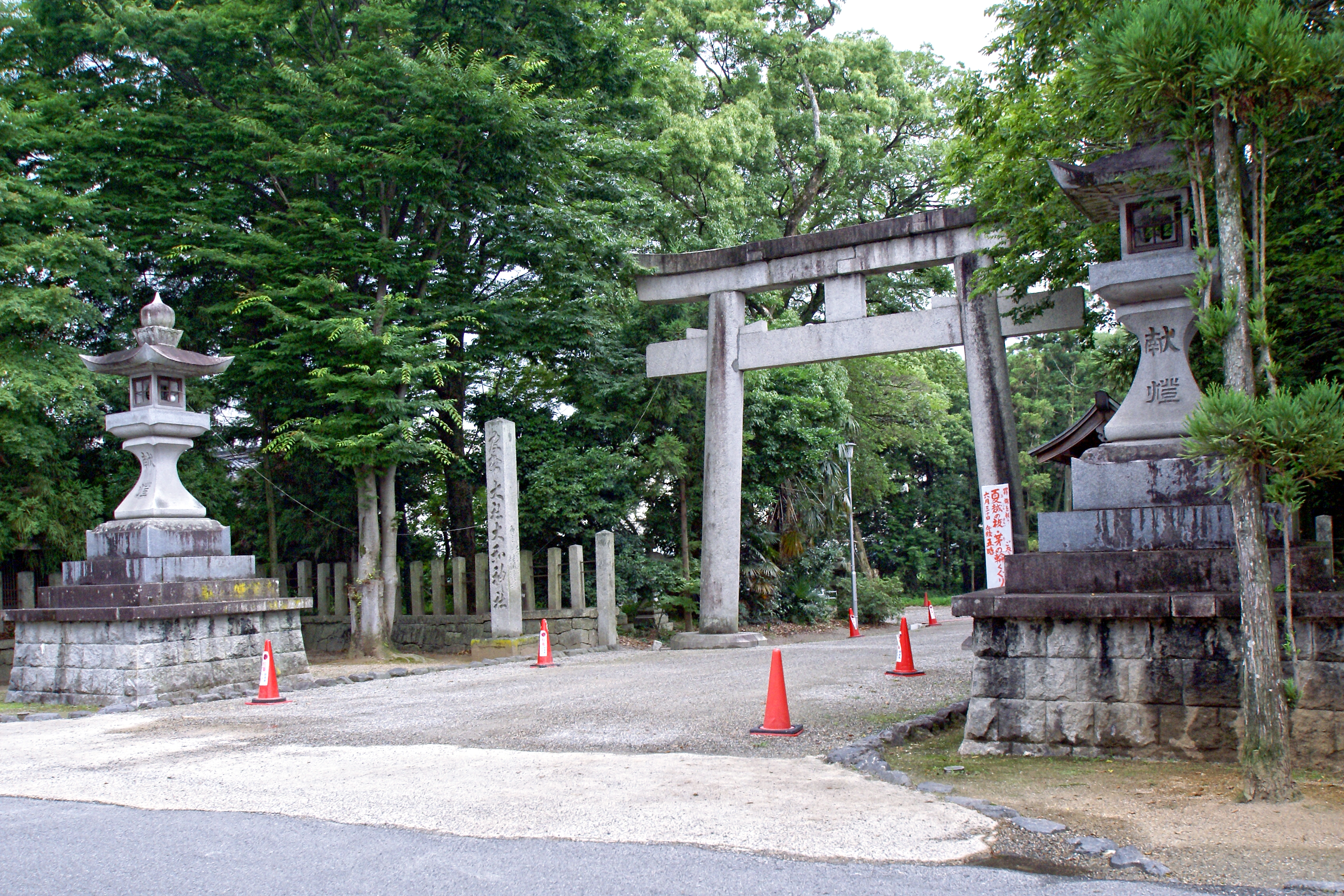
鳥居

## 主な祭事
- 1月4日 御弓始式 - 小笠原流弓術による「百々手式」で行われる。
- 4月1日 ちゃんちゃん祭り - 祭礼一行は、大和神社を出発して、岸田の市場というところにある腰掛け石で休憩し、山辺・式上の群境をしばらく歩き、中山大塚古墳のすぐ近くにあるお旅所へ向かう。
- 6月30日 茅の輪くぐり

## 文化財

### 奈良県指定無形民俗文化財
- 大和神社ちゃんちゃん祭り - 2018年（平成30年）2月2日指定[2]。

### 天理市指定無形民俗文化財
- 大和郷しで踊り（紅しで踊り） - 1997年（平成9年）3月31日指定[3]。

## 所縁

### 土佐勤王党とのゆかり
一の鳥居脇には『日清戦役戦捷紀念碑』がある。撰文は旧土佐藩士・土佐勤王党員で、板垣退助の求めに応じて『民撰議院設立建白書』を起草した古沢滋（迂郎）によるもの。古沢が奈良県知事であった1896年1月30日建立されたもので、全文が漢文で記されている。
1945年の大東亜戦争終戦後、GHQによる神道指令により忠魂碑、戦勝記念碑等の撤去・破壊が命ぜられたが、歴史的に貴重な石碑であるため破壊するに忍びず、横倒しにして土を被せ隠された。現在は元通りに修復され案内板も整備されている。

### 戦艦大和とのゆかり

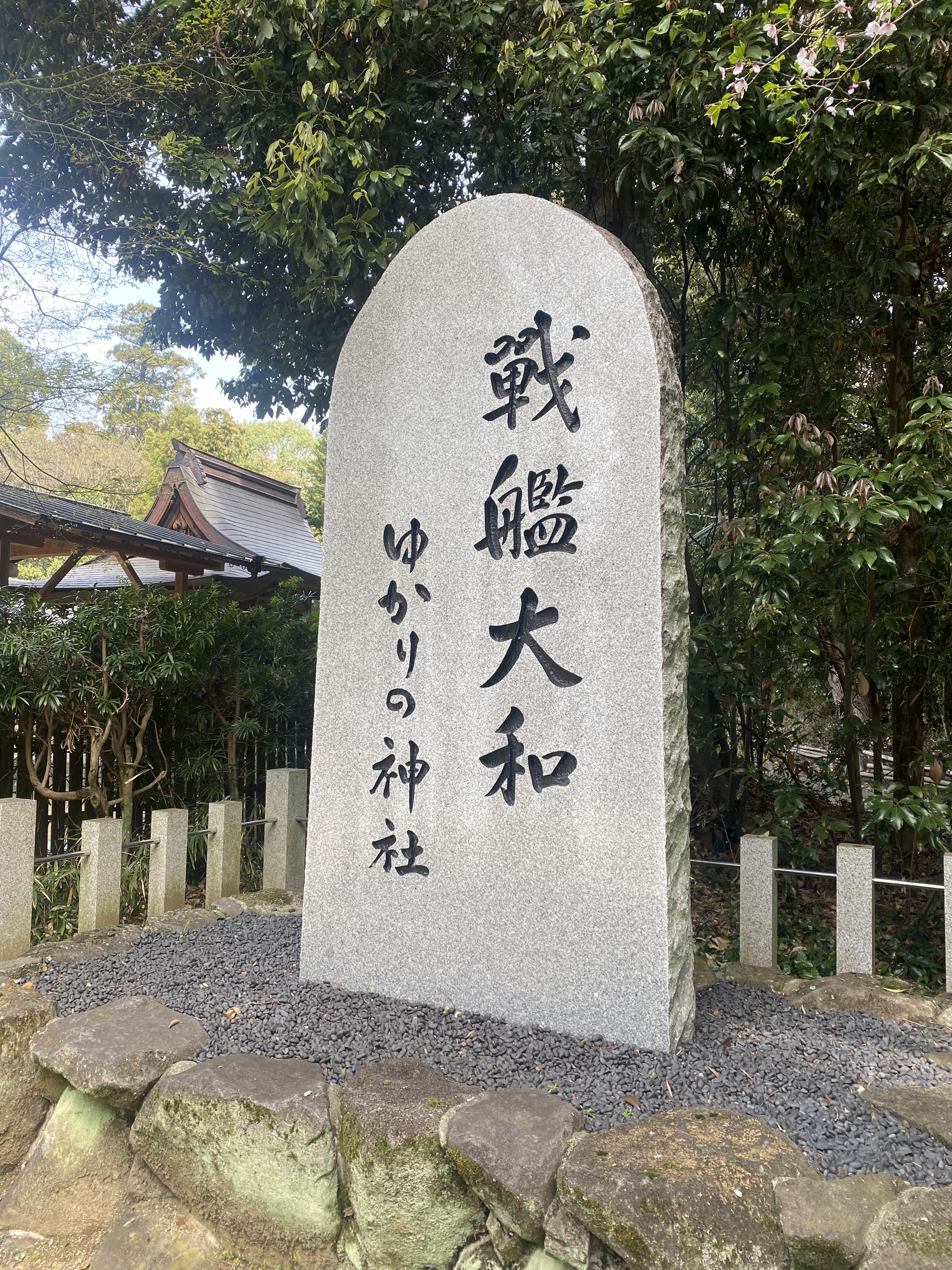
戦艦大和ゆかりの神社碑

大和国が艦名の由来となっている日本海軍の戦艦大和には、当社の祭神の分霊が艦内神社として祀られていた。戦艦大和は1945年（昭和20年）4月7日に坊ノ岬沖海戦によって沖縄沖で沈没したが、その時に戦死した第二艦隊司令長官伊藤整一中将以下2736名が末社・祖霊社に合祀されている。1969年（昭和44年）、境内に「戦艦大和記念塔」が建立された。更に1972年（昭和47年）9月24日、軽巡洋艦矢矧と駆逐艦8隻の戦没者985名も合祀し、坊の岬沖海戦の全戦死者3721柱が国家鎭護の神として祀られている。

## 前後の札所
神仏霊場巡拝の道
19 石上神宮　-　20 大和神社　-　21 大神神社

## 現地情報
所在地
- 奈良県天理市新泉町星山306

交通アクセス
- 鉄道
  - 西日本旅客鉄道（JR西日本）桜井線 長柄駅 （徒歩約5分）
- バス
  - 天理駅（近鉄・JR）から、桜井駅行きバス「大和神社前」バス停下車 （乗車約10分、下車後徒歩約5分）
  - 桜井駅（近鉄・JR）から、天理駅行きバス「大和神社前」バス停下車 （乗車約20分、下車後徒歩約5分）

## 関連図書
- 安津素彦・梅田義彦編集兼監修者『神道辞典』神社新報社、1968年、17頁
- 白井永二・土岐昌訓編集『神社辞典』東京堂出版、1979年、79-80頁
- 上山春平他『日本「神社」総覧』新人物往来社、1992年、212-213頁